# Xã Blue, Quận Pottawatomie, Kansas
Xã Blue (tiếng Anh: Blue Township) là một xã thuộc quận Pottawatomie, tiểu bang Kansas, Hoa Kỳ. Năm 2010, dân số của xã này là 3.046 người.